# 天主教阿普卡拉納教區
天主教阿普卡拉納教區（拉丁語：Dioecesis Apucaranensis）是巴西一個天主教教區，位於巴拉那州北部，屬隆德里納總教區。
教區成立於1964年11月28日，2012年有教友390,000人，佔總人口75.7%。有六十二個堂區、司鐸八十人。現任教區主教為嘉祿·若望·德·歐利韋拉，榮休主教為賽蘇·安多尼·馬爾基奧里。